# Caminho de Ferro de Benguela
El Ferrocarril de Benguela (portuguès: Caminho de Ferro de Benguela (CFB)), també anomenada Ferrocarril de Katanga-Benguela, és una línia ferroviària que creua la part central d'Angola i el sud de la República Democràtica del Congo, en direcció oest a est, sent el ferrocarril més gran i important al sud-oest d'Àfrica. També es connecta a Tenke, el Congo, amb el Ferrocarril de Ciutat del Cap a El Caire (Kindu-Congo a Port Elizabeth-Sud-àfrica).
El seu punt de sortida és el port de Lobito, a la costa atlàntica, des d'on exporta tot tipus de productes, des minerals fins a aliments, components industrials, càrrega viva, etc.
La seva companyia que l'explota en la secció angolesa de Lobito a Luau, és la Companyia Ferroviària Benguela-E.P. De Dilolo a Tenke és administrat per la Societat Nacional de Ferrocarrils del Congo.

## Especificacions
El ferrocarril té l'ample de via sud-africà de 1.067 mm, que és utilitzat per la majoria de les vies de ferrocarril a l'Àfrica austral. La velocitat màxima és de 90 km per hora. la capacitat de disseny és de 20 milions de tones de càrrega i 4 milions de passatgers a l'any. Hi ha 67 estacions i 42 ponts al llarg de la ruta del ferrocarril.
El punt més alt en el ferrocarril és de 6.082 peus.
Té una longitud de 1866 km i proporciona accés al Copperbelt de Congo i Zàmbia. El ferrocarril rep el nom de la ciutat de Benguela, que està connectada per un ramal a la terminal de Lobito.

## Equipament

### Locomotores
| Tipus | Fabricant                | Notes     | Font   |
| ----- | ------------------------ | --------- | ------ |
| CKD8F | CNR Dalian, Dalian, Xina | En servei | [ 10 ] |

## Història
La línia ferroviària segueix aproximadament antigues rutes comercials entre l'antic centre de comerç de Benguela i la seva zona d'influència de l'altiplà de Bié. En 1899 el govern portuguès va iniciar la construcció de la via fèrria per donar accés a l'altiplà d'Angola central i la riquesa mineral de l'aleshores Estat Lliure del Congo. Es va concedir una concessió de 99 anys a Sir Robert Williams el 28 de novembre de 1902. La seva Benguela Railway Company es va fer càrrec de la construcció que es va iniciar l'1 de març de 1903. Messrs Pauling & Co. i Messrs Griffiths & Co van ser contractats per construir seccions de la via fèrria. Quan va començar la Primera Guerra Mundial en 1914 s'havien completat 500 km. La construcció es va aturar fins a 1920, des d'on es va completar la connexió del ferrocarril a Luau, a la frontera amb el Congo Belga en 1929. L'objectiu principal era el comerç d'exportació i el "tràfic intern d'Angola seria d'importància secundària."
Els trens de passatgers també van córrer entre Lubumbashi i Lobito, connectant amb els serveis dels vaixells de passatgers a Europa. Això va proporcionar una ruta més curta per als europeus que treballaven als Copperbelt de Katanga i de Zàmbi, i el nom "tren de Benguela" s'utilitza de vegades per referir-se a tota la ruta Lubumbashi-Lobito, en lloc de la secció Tenke-Lobito al que s'aplica estrictament.
En el seu apogeu, el ferrocarril de Benguela era el camí més curt per al transport de les riqueses minerals del Congo a Europa. La línia va resultar ser molt reeixida i rendible, sobretot a principis de 1970 després que Zàmbia va tancar la frontera amb la República de Rhodèsia. En 1973 el ferrocarril va arribar a transportar 3,3 milions de tones de càrrega, va generar ingressos de càrrega per 30 milions de dòlars, i tenia 14.000 empleats. Fins a principis de la dècada de 1970 el ferrocarril va ser operat íntegrament per locomotores de vapor de gasoil des de la costa fins Cubal, i després de Cubal a l'interior amb vapor de llenya. La fusta va serera subministrada per eucaliptus cultivats en plantacions propietat de la companyia. Les locomotores de vapor eren menys que les dièsel fins al 1987.
Poc després que Angola va obtenir la seva independència de Portugal el 1975, va esclatar la Guerra Civil angolesa. El ferrocarril va ser greument danyat durant la guerra i va caure progressivament en desús. Els tallers a Huambo van ser destruïts. Els cotxes de llast van haver de ser acoblats a la part davantera de locomotores per detonar mines. Pel 1992 només quedaven operatius 340 km de vies. Quan va expirar en 2001 la concessió de 99 anys només quedaven en servei 34 km, al llarg de la costa de Benguela a Lobito.

### Rehabilitació

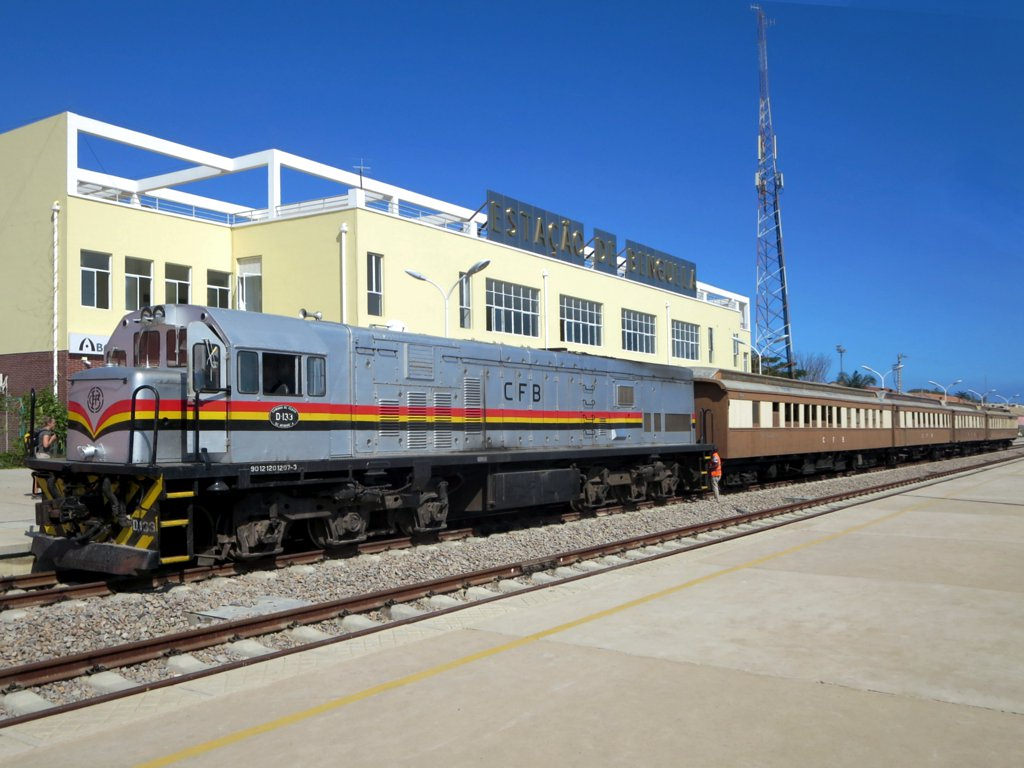
El tren ferroviari estacionat a l'estació de Benguela, el 2015.

El 90 % del ferrocarril pertanyia a la Tanganyika Concessions Limited (Tanks), una companyia holding amb seu a Londres. La Société Générale de Belgique va adquirir una participació minoritària en Tanks en 1923 i va adquirir una participació de control en 1981. L'empresa belga seguia sent el propietari majoritari de la via fèrria quan la concessió va expirar el 2001, en què la plena propietat de la via fèrria va passar al govern d'Angola.
Després que acabés la guerra civil angolesa en 2002, el ferrocarril va ser reconstruït entre 2006 i 2014 per la China Railway Construction Corporation amb una despesa de $1.830 miliona. Uns 100.000 angolesos van ser emprats en el ferrocarril. Els trens arribaren a Huambo en 2011, a Kuito el 2012, i a Luau prop de la frontera amb el Congo el 2013. El ferrocarril reconstruït va ser inaugurat oficialment al febrer de 2015.
Segons el Jornal de Angola en maig de 2012, CfB empra 1.321 treballadors i transporta 129.430 passatgers i 5.640 tones de mercaderies en 2011. Dos trens al dia corren entre Lobito i Benguela, un a la setmana a Huambo, i tres per setmana entre Lobito i Cubal.
El 5 de març de 2018, es va reprendre el transport de mineral des de la mina Tenke Fungurume, al Congo, d'on s'extreuen coure i cobalt, i les càrregues es van dur a port de Lobito. A partir d'aquesta data, el ferrocarril va entrar en ple funcionament, connectant la ciutat de Tenke amb la ciutat de Lobito.

## Accidents
En l'accident ferroviari de Tolunda el 22 de setembre de 1994, els frens danyats van causar que el tren se submergís en un canyó, morint 300 persones.